# La signora della città
La signora della città è una miniserie televisiva italiana in due puntate del 1996, diretta da Beppe Cino e tratta dal romanzo omonimo di Silvana Giacobini.

## Trama
Jacqueline Mastalli di Sansovino è una ragazza siciliana di origini aristocratiche che, per sfuggire alla mafia, cambia identità e prova a rifarsi una vita come modella a New York.